# Commander
«Commander» es una canción interpretada por la cantante estadounidense Kelly Rowland, perteneciente a su tercer álbum de estudio Here I Am. Es el primer sencillo de dicho álbum, y el debut de Rowland con la compañía discográfica Universal Motown. Fue lanzado el 17 de mayo de 2010. El tema fue utilizado durante la apertura del certamen de Miss Universo 2010.
Fue coescrita por el compositor Rico Love, quien describió la canción como "agresiva y divertida", con temas feministas y errores gramaticales intencionados. El DJ y productor francés David Guetta produjo "Commander" con beats dance sintetizados que se combinan el R&B con la música electrónica y el house.

## Listado de canciones
| CDr, Single, Promo |                                  |          |  |
| N.º                | Título                           | Duración |  |
| 1.                 | «Commander» (Radio Edit)         | 03:41    |  |
| 2.                 | «Commander» (Extended Dance Mix) | 05:56    |  |

| Descarga Digital (Commander US EP – The Remixes Part 1) |                                                  |          |  |
| N.º                                                     | Título                                           | Duración |  |
| 1.                                                      | «Commander» (Guetta Extended Remix)              | 05:55    |  |
| 2.                                                      | «Commander» (Guetta Instrumental)                | 05:54    |  |
| 3.                                                      | «Commander» (Radio Edit)                         | 03:38    |  |
| 4.                                                      | «Commander» (Ralphi Rosario Bass & Treble Remix) | 08:07    |  |
| 5.                                                      | «Commander» (Ralphi Rosario Club Remix)          | 08:09    |  |
| 6.                                                      | «Commander» (Ralphi Rosario Radio Edit)          | 04:01    |  |

| Descarga Digital (Commander US EP – The Remixes Part 2) (Masterbeat.com only) |                                              |          |  |
| N.º                                                                           | Título                                       | Duración |  |
| 1.                                                                            | «Commander» (Rico Love Remix Feat. Nelly)    | 04:11    |  |
| 2.                                                                            | «Commander» (Ralphi Rosario Remix)           | 08:07    |  |
| 3.                                                                            | «Commander» (Chuckie & Albert Neve Remix)    | 06:44    |  |
| 4.                                                                            | «Commander» (Sidney Samson Remix)            | 06:26    |  |
| 5.                                                                            | «Commander» (Max Sanna & Steve Pitron Remix) | 08:22    |  |
| 6.                                                                            | «Commander» (Redlight Remix)                 | 03:52    |  |

## Posicionamiento en listas y certificaciones
| Lista (2010)                                | Mejor posición |
| ------------------------------------------- | -------------- |
| Alemania (Media Control AG)                 | 16             |
| Australia (ARIA)                            | 61             |
| Australia (Dance Chart) (ARIA)              | 11             |
| Austria (Ö3 Austria Top 40)                 | 23             |
| Bélgica (Flandes) (Ultratip Bubbling Under) | 2              |
| Bélgica (Valonia) (Ultratip Bubbling Under) | 2              |
| Canadá (Hot 100)                            | 55             |
| República Checa (Rádio Top 100)             | 16             |
| Dinamarca (Tracklisten)                     | 23             |
| Escocia (The Official Charts Company)       | 10             |
| Eslovaquia (Rádio Top 100)                  | 2              |
| Estados Unidos (Hot Dance Club Songs)       | 1              |
| European Hot 100                            | 25             |
| Finlandia (OFC)                             | 20             |
| Francia (SNEP)                              | 54             |
| Hungría (Rádiós Top 40)                     | 25             |
| Irlanda (IRMA)                              | 13             |
| Noruega (VG-lista)                          | 19             |
| Nueva Zelanda (Recorded Music NZ)           | 16             |
| Países Bajos (Dutch Top 40)                 | 33             |
| Polonia (Dance Top 50)                      | 55             |
| Reino Unido (UK Dance Chart)                | 2              |
| Reino Unido (UK Singles Chart)              | 9              |
| Suecia (Sverigetopplistan)                  | 26             |
| Suiza (Schweizer Hitparade)                 | 46             |

| Lista (2010)                   | Posición |
| ------------------------------ | -------- |
| Rumania (Top 100)              | 63       |
| Dance/Electronic Digital Songs | 36       |
| Hot Dance Club Songs           | 6        |

| País          | Proveedor | Certificación |
| ------------- | --------- | ------------- |
| Nueva Zelanda | RIANZ     | Oro           |

### Sucesión en listas
| Predecesor: «Alejandro» de Lady Gaga | Hot Dance Club Play — Sencillo Nº 1 10 de julio de 2010 — 16 de julio de 2010 | Sucesor: «Happiness» de Alexis Jordan |